# NGC 3511
NGC 3511 في الفهرس العام الجديد، هي مجرة، تقع في كوكبة الباطية. اكتشفت في 21 ديسمبر 1786 بواسطة ويليام هيرشل.

## روابط خارجية
- NGC 3511 على موقع ويكي سكاي: DSS2, SDSS, GALEX, IRAS, Hydrogen α, X-Ray, Astrophoto, Sky Map, Articles and images